# زازافوتسی
زازافوتسی (به لاتین: Zazafotsy) یک منطقهٔ مسکونی در ماداگاسکار است که در ناحیه ایووهیبه واقع شده‌است.
 زازافوتسی  ۱۰٬۰۰۰ نفر جمعیت دارد و ۸۳۲ متر بالاتر از سطح دریا واقع شده‌است.